# Emil van de Hazelhoeve (televisieserie)
Emil van de Hazelhoeve (Zweeds: Emil i Lönneberga), is een televisieserie en de naam van de hoofdpersoon uit de gelijknamige kinderboekenserie van Astrid Lindgren. De serie is gebaseerd op de boeken, met de oorspronkelijke Zweedse naam Emil.

## Inhoud
Emil is de ondeugende, ongeveer vijfjarige zoon van Anton en Alma Svensson, die met zijn  zusje Ida op de boerderij Hazelhoeve (Katthult) in Lönneberga in het Zweedse Småland wonen. Emils vriend Alfred, Lina en Tyttebærmaja, een oud vrouwtje, zijn andere personages. Emil heeft ook een varken genaamd Grisepjokket. 
Emil komt door zijn streken vaak in de problemen. Hij komt bijvoorbeeld met zijn hoofd vast te zitten in de soepterrine, omdat hij het onderste wil oplikken. Wanneer Emil kattenkwaad heeft uitgehaald, wordt zijn vader vaak erg boos en schreeuwt dan zijn naam uit. Soms wordt Emil door zijn vader in de schuur opgesloten, maar hij vindt dat niet zo erg, omdat hij de tijd met het snijden van figuren van hout verdrijft. Het schuurtje staat vol met uitgesneden figuurtjes. Zijn moeder houdt zijn streken bij in een notitieboekje.

## Rolverdeling
| Personage                             | Acteur/actrice    |
| ------------------------------------- | ----------------- |
| Emil Svensson                         | Jan Ohlsson       |
| Ida Svensson                          | Lena Wisborg      |
| Anton Svensson, vader van Emil en Ida | Allan Edwall      |
| Alma Svensson, moeder van Emil en Ida | Emy Storm         |
| Alfred                                | Björn Gustafson   |
| Lina                                  | Maud Hansson      |
| Dominee                               | Georg Årlin       |
| Stolle-Jocke                          | Gus Dahlström     |
| Dokter                                | Paul Esser        |
| Vibergskan                            | Hildur Lindberg   |
| Krösa-Maja                            | Carsta Löck       |
| Lillklossan                           | Mimi Pollak       |
| Mevrouw Petrell                       | Hannelore Schroth |
| Kommandoran                           | Ellen Widmann     |

## Verteller\Voice-over
| Personage                        | Acteur/actrice    |
| -------------------------------- | ----------------- |
| Zweedse verteller\Voice-over     | Astrid Lindgren   |
| Nederlandse verteller\Voice-over | Anne-Wil Blankers |

## Afleveringen
| Aflevering | Nederlandse titel                                          | Originele titel                            | Uitzenddatum      |
| ---------- | ---------------------------------------------------------- | ------------------------------------------ | ----------------- |
| 1          | De timmerschuur (Emil van de Hazelhoeve)                   | Du kära lilla snickarbod                   | 9 september 1974  |
| 2          | De soepterrine (Emil en de soepkom)                        | Emil i soppskålen                          | 16 september 1974 |
| 3          | Feest op Katthult (Feest)                                  | Kalaset i Katthult                         | 23 september 1974 |
| 4          | Emil gaat naar de markt (Emil gaat naar de jaarmarkt)      | När Emil for till marknaden                | 1 oktober 1974    |
| 5          | Het kerstmaal (Worsten en Weerwolven)                      | Stora tabberaset i Katthult                | 8 oktober 1974    |
| 6          | De veiling                                                 | Auktionen i Backhorva                      | 15 oktober 1974   |
| 7          | De koe is gek (Koeien en Kiespijn)                         | Koa är galen                               | 22 oktober 1974   |
| 8          | Lina heeft kiespijn (Pijn en plezier)                      | När Lina hade tandvärk                     | 29 oktober 1974   |
| 9          | Genoegens op het land (Naar school en openbare bijbel les) | Husförhöret i Katthult                     | 5 november 1974   |
| *10        | Kreeft en andere vangsten                                  | Kräftfiske, gökotta och andre lustbarheter | ?                 |
| 11         | Kersen zijn niet altijd gezond (Het biggetje)              | Sugga är också galen!                      | 12 november 1974  |
| 12         | Het gedresseerde zwijntje (Kersenwijn)                     | Griseknoens märkliga bravader              | 19 november 1974  |
| 13         | De sneeuwstorm                                             | Den stora snöstormen                       | 26 november 1974  |

## Trivia
- Om onbekende redenen heeft de NCRV aflevering 10, "Kreeft en andere vangsten" (Kräftfiske, gökotta och andre lustbarheter) nooit uitgezonden. De complete serie, inclusief de nooit uitgezonden aflevering 10, "Kreeft en andere vangsten" (Kräftfiske, gökotta och andre lustbarheter), staat wel op de dvd-box.
- Sommige afleveringen hebben op de dvd-box een andere titel gekregen, deze afleveringen staan tussen haakjes vermeld.
- De acteur Paul Esser die de dokter speelt in de serie, heeft ook in de serie Pippi Langkous gespeeld als de boef Blom.